# Riesenflugzeug

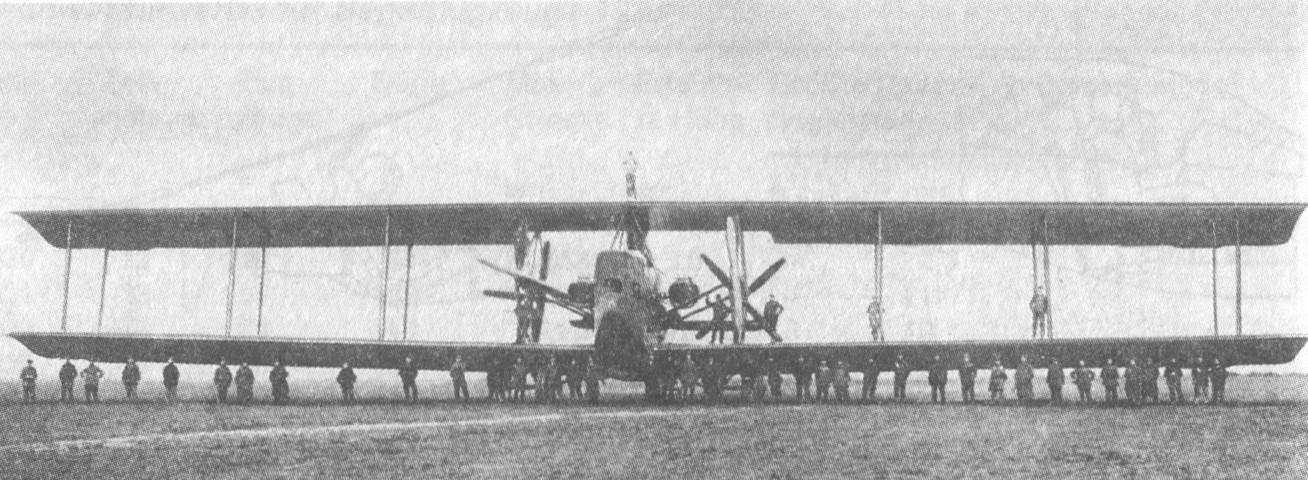
Siemens-Schuckert R.VIII (1918)

Un "Riesenflugzeug" (plural "Riesenflugzeuge", término alemán que significa "avión gigante"), a veces denominado coloquialmente en inglés como R-plane, era cualquier miembro de una clase de grandes bombarderos alemanes desarrollados durante la Primera Guerra Mundial, que poseían al menos tres motores, aunque generalmente disponían de cuatro o más. Eran grandes aviones multimotores capaces de volar varias horas con cargas de bombas más grandes que los bombarderos "Grossflugzeug" ("avión grande") de menor tamaño, como el Gotha G.V.

## Historia

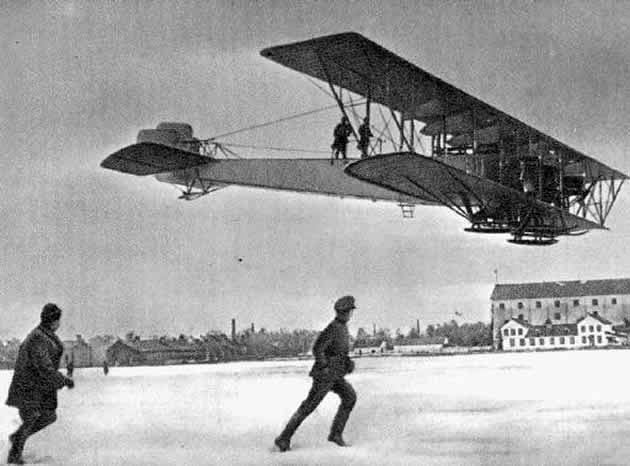
Sikorski Iliá Múromets

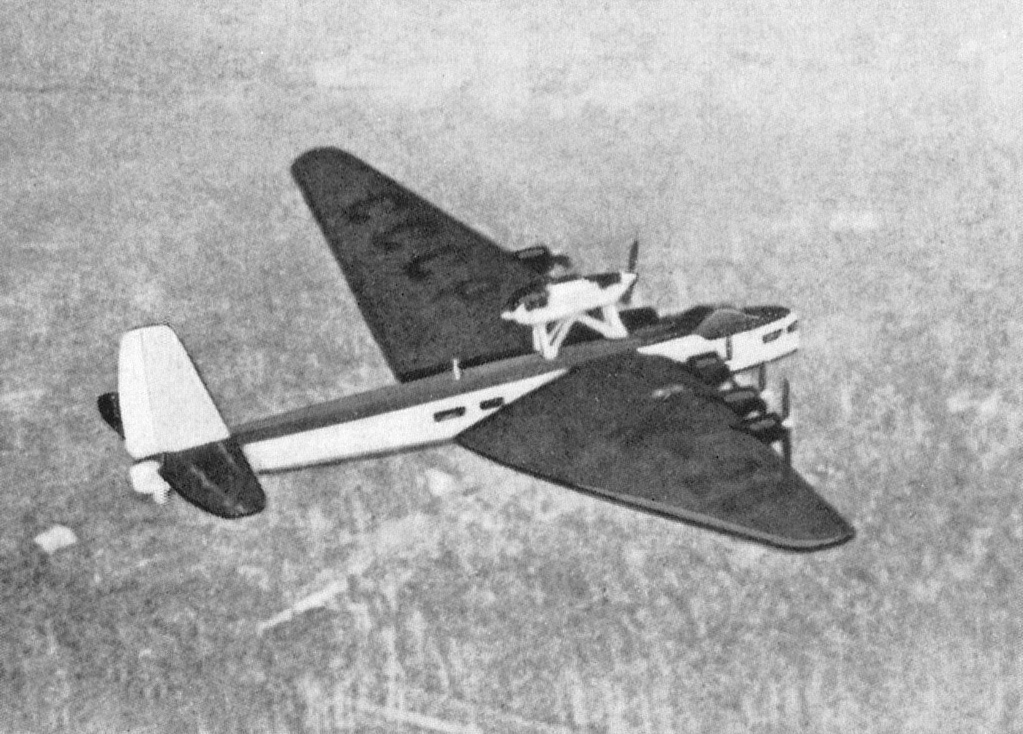
Tupolev Maksim Gorky

Algunos de los primeros "Riesenflugzeuge" recibieron designaciones de tipo G antes de ser denominados de nuevo, pero una distinción importante fue que los requisitos para el tipo R especificaban que los motores tenían que ser reparables en vuelo. Como resultado, los diseños se dividieron en dos grupos: aquellos con los motores montados centralmente dentro del fuselaje usando cajas de cambios y ejes de transmisión para transferir la potencia a las hélices montadas entre las alas, y aquellos con instalaciones de motores convencionales montadas en grandes góndolas o en la parte delantera de la aeronave, donde habría mecánicos embarcados para cada grupo de motores. La transmisión de energía de los motores montados centralmente a las hélices remotas, la mayoría de las veces montadas en las alas, resultó problemática en la práctica y la mayoría de los ejemplos operativos de aviones de clase "Riesenflugzeug" eran del segundo tipo, como el modelo Zepelín-Staaken R.VI, de transmisión totalmente directa.
El Idflieg (Inspektion der Fliegertruppen, Inspección de la Fuerza Aérea, el departamento del ejército alemán responsable de la aviación militar), asignó la letra R a este tipo de aeronave, a la que luego le seguiría un punto y un número de tipo en números romanos. Los hidroaviones se denominaron mediante la adición de una "s" minúscula después de la "R" en la designación.
Los Riesenflugzeuge fueron los aviones más grandes de la Primera Guerra Mundial. En comparación, los aviones aliados equivalente más grande fueron el Sikorski Iliá Múromets con una envergadura de 29,8 m (97 ft 9 in); el Caproni Ca.4 italiano con una envergadura de 29,9 m (98 ft 1 pulgada); un único Felixstowe Fury de 37,5 m (123 pies); y el Handley Page V/1500 con una luz de 38,41 m (126 pies 0 pulgadas), del que solo se habían entregado tres unidades cuando terminó la guerra. Los Riesenflugzeuge que bombardearon Londres durante la Primera Guerra Mundial eran más grandes que cualquiera de los bombarderos alemanes utilizados durante el Segunda Guerra Mundial, y el más grande construido, el Siemens-Schuckert R.VIII de 1918 tenía una envergadura de 48 m (157' 54/5"). No fue hasta dieciséis años después que se construyó un avión de mayor envergadura, el monoplano soviético Tupolev Maksim Gorky de ocho motores totalmente metálico, con una envergadura sin precedentes de 63 m (206' 8,30").
Los Riesenflugzeuge, la mayoría de los cuales fueron construidos como aviones "únicos", estuvieron operativos desde 1915 hasta 1919.

## Lista de aviones
| Tipo                         | Motores                                                | Envergadura           | Primer vuelo | En servicio                                | Notas                                                                            | Número construidos                           |
| ---------------------------- | ------------------------------------------------------ | --------------------- | ------------ | ------------------------------------------ | -------------------------------------------------------------------------------- | -------------------------------------------- |
| AEG R.I                      | 4 × 260 hp Mercedes D.IV                               | 36 m (118' 1,30")     | 1916         | Ninguno                                    | Se rompió en vuelo en 1918                                                       | 1 completado, 7 más parcialmente construidos |
| DFW R.I                      | 4 × 220 hp Mercedes D.IV                               | 29,5 m (96' 92/5")    | 1916         | Frente Oriental                            | Se estrelló en el segundo vuelo de combate                                       | 1                                            |
| DFW R.II                     | 4 × 260 hp Mercedes D.IVa                              | 30,06 m (98' 71/2")   | 1918         | Adiestramiento, inadecuado para el combate |                                                                                  | 2 de 6 pedidos                               |
| DFW R.III                    | 8 × 260 hp Mercedes D.IV                               | 53,5 m (175' 6,30")   | n/a          | Ninguno                                    | Incompleto al final de la guerra, cancelado                                      | Ninguno                                      |
| Junkers R.I                  | 4 × 260 hp Mercedes D.IVa                              | 35 m (114' 10")       | n/a          | Ninguno                                    |                                                                                  | 1 incompleto                                 |
| LFG Roland R.I               | 4 × 1000 hp Maybach Mb.IV                              | n/a                   | n/a          | Ninguno                                    |                                                                                  | No construido                                |
| Linke-Hofmann R.I            | 4 × 260 hp Mercedes D.IVa                              | 33,2 m (108' 11,10")  | 1917         | Ninguno                                    | La primera unidad medía 32,02 m (105'3/5") de envergadura                        | 4                                            |
| Linke-Hofmann R.II           | 4 × 260 hp Mercedes D.IVa                              | 42,16 m (138' 34/5")  | 1919         | Ninguno                                    | La hélice individual más grande jamás construida, de unos 6,9 metros de diámetro | 2                                            |
| Poll/Forssman Giant          | 10 × unk. motores                                      | 50,3 m (165'0,30")    | n/a          | Ninguno                                    | Cancelado incompleto                                                             | Ninguno                                      |
| Schütte-Lanz R.I             | 6 × 300 hp Basse und Selve BuS.IVa                     | 44 m (144' 4,30")     | n/a          | Ninguno                                    |                                                                                  | Solo estudio de diseño                       |
| Siemens-Schuckert Forssman R | 2 × 110 hp Mercedes D.III & 2 × 220 hp Mercedes D.IVa  | 24 m (78' 829/32")    | 1915         | Adiestrador                                |                                                                                  | 1                                            |
| Siemens-Schuckert R.I        | 3 × 150 hp Benz Bz.III                                 | 28 m (91' 102/5")     | 1915         | Frente Oriental & adiestramiento           | [ 1 ]                                                                            | 1                                            |
| Siemens-Schuckert R.II       | 3 × 260 hp Mercedes D.IVa                              | 38 m (124' 8,10")     | 1915         | Adiestramiento                             | Envergadura incrementada                                                         | 1                                            |
| Siemens-Schuckert R.III      | 3 × 220 hp Benz Bz.IV                                  | 34,33 m (112' 73/5")  | 1915         | Adiestramiento                             | [ 1 ]                                                                            | 1                                            |
| Siemens-Schuckert R.IV       | 3 × 220 hp Benz Bz.IV                                  | 37,6 m (123' 4,30")   | 1916         | Adiestramiento                             | Envergadura incrementada                                                         | 1                                            |
| Siemens-Schuckert R.V        | 3 × 220 hp Benz Bz.IV                                  | 34,33 m (112' 73/5")  | 1916         | Frente Oriental                            | Envergadura incrementada                                                         | 1                                            |
| Siemens-Schuckert R.VI       | 3 × 220 hp Benz Bz.IV                                  | 33,36 m (109' 52/5")  | 1916         | Frente Oriental                            | Envergadura incrementada                                                         | 1                                            |
| Siemens-Schuckert R.VII      | 3 × 260 hp Mercedes D.IVa                              | 38,44 m (126' 12/5")  | 1917         | Frente Oriental                            | [ 1 ]                                                                            | 1                                            |
| Siemens-Schuckert R.VIII     | 6 × 300 hp Basse und Selve BuS.IVa                     | 48 m (157' 54/5")     | n/a          | Ninguno                                    |                                                                                  | 2 (uno sin terminar)                         |
| Siemens-Schuckert R.IX       | 8 × 300 hp Basse und Selve BuS.IVa                     | n/a                   | n/a          | Ninguno                                    |                                                                                  | Solo estudio de diseño                       |
| Zeppelin-Lindau Rs.I         | 3 × 240 hp Maybach Mb.IV                               | 43,5 m (142' 83/5")   | n/a          | Ninguno                                    | Accidentado antes de volar, 1915                                                 | 1                                            |
| Zeppelin-Lindau Rs.II        | 3 × 240 hp Maybach Mb.IV                               | 33,2 m (108' 11,10")  | 1916         | Ninguno                                    | [ nota 2 ]                                                                       | 1                                            |
| Zeppelin-Lindau Rs.III       | 3 × 245 hp Maybach Mb.IVa                              | 37 m (121' 4,70")     | 1917         | Para evaluación                            | [ nota 2 ]                                                                       | 1                                            |
| Zeppelin-Lindau Rs.IV        | 4 × 245 hp Maybach Mb.IVa                              | 37 m (121' 4,70")     | 1918         | Ninguno                                    | [ nota 2 ]                                                                       |                                              |
| Zeppelin-Staaken VGO.I       | 3 × 240 hp Maybach HS o 5 × 245 hp Maybach Mb.IVa      | 42,2 m (138' 52/5")   | 1915         | Marina Imperial alemana                    | [ nota 4 ]                                                                       |                                              |
| Zeppelin-Staaken VGO.II      | 3 × 240 hp Maybach HS                                  | 42,2 m (138' 52/5")   | 1916         | Frente Oriental & adiestrador              | [ nota 4 ] [ 1 ]                                                                 |                                              |
| Zeppelin-Staaken VGO.III     | 6 × 160 hp Mercedes D.III                              | 42,2 m (138' 52/5")   | 1916         | Frente Oriental                            | [ nota 4 ] [ 1 ]                                                                 |                                              |
| Zeppelin-Staaken R.IV        | 2 × 160 hp Mercedes D.III & 4 × 220 hp Benz Bz.IV      | 42,2 m (138' 52/5")   | 1917?        | Frente Oriental & Frente Occidental        | Uno construido                                                                   |                                              |
| Zeppelin-Staaken R.V         | 5 × 245 hp Maybach Mb.IVa                              | 42,2 m (138' 52/5")   | 1917?        | Frente Occidental                          | Uno construido                                                                   |                                              |
| Zeppelin Staaken R.VI        | 4 × 260 hp Mercedes D.IVa                              | 42,2 m (138' 52/5")   | 1917?        | Frente Occidental                          | 18 construidos                                                                   |                                              |
| Zeppelin-Staaken R.VII       | 2 × 160 hp Mercedes D.III & 4 × 220 hp Benz Bz.IV      | 42,2 m (138' 52/5")   | 1917         | Ninguno                                    | Accidentado en el envío                                                          |                                              |
| Zeppelin-Staaken R.VIII      | 8 × 260 hp Mercedes D.IVa or 8 × 245 hp Maybach Mb.IVa | 55 m (180' 52/5")     | 1918         | Ninguno                                    | Sin finalizar                                                                    |                                              |
| Zeppelin-Staaken R.IX        | 8 × 260 hp Mercedes D.IVa o 8 × 245 hp Maybach Mb.IVa  | 55 m (180' 52/5")     | 1918         | Ninguno                                    | Sin finalizar                                                                    |                                              |
| Zeppelin-Staaken R.XIV       | 5 × 245 hp Maybach Mb.IVa                              | 42,2 m (138' 52/5")   | 1918         | Frente Occidental                          | Tres construidos                                                                 |                                              |
| Zeppelin-Staaken R.XIVa      | 5 × 245 hp Maybach Mb.IVa                              | 42.2 m (138 ft 5.5in) | ?            | Posguerra                                  | Incautado                                                                        |                                              |
| Zeppelin-Staaken R.XV        | 5 × 245 hp Maybach Mb.IVa                              | 42.2 m (138 ft 5.5in) | 1918         | Frente Occidental                          |                                                                                  |                                              |
| Zeppelin-Staaken R.XVI       | 2 × 530 hp Benz Bz.VI & 2 × 220 hp Benz Bz.IV          | 42,2 m (138' 52/5")   | 1918         | Servicio aéreo                             | Dos completados, tres sin finalizar                                              |                                              |
| Zeppelin-Staaken L           | 4 × 245 hp Maybach Mb.IVa                              | 42,2 m (138' 52/5")   | ?            | Ninguno                                    | Variante de hidroavión. Accidentado en las pruebas                               | 1                                            |
| Zeppelin-Staaken Type 8301   | 4 × 245 hp Maybach Mb.IVa                              | 42,2 m (138' 52/5")   | ?            | Hidroavión de pasajeros                    | 3 construidos para la Marina Imperial Alemana                                    | 3                                            |

### Citas
1. 1 2 3 4 5 6 7 8 9 10 11  Haddow, 1962, p.67
2. ↑  G. Sollinger, "The Forssman Tri-plane, The Largest Aeroplane Of World War I" The Forssmann-Triplane
3. 1 2  Haddow, G.W.; Grosz, Peter M. (1962). The German Giants, The Story of the R-planes 1914–1919. London: Putman.
4. 1 2  Gunston, Bill, 1991. Giants of the Sky: The Largest Aeroplanes of All Time. Sparkford, UK: Patrick Stephens Limited.